# Amerikaz Nightmare
Amerikaz Nightmare är hiphop-duon Mobb Deeps sjätte studioalbum (sjunde om man räknar Free Agents: The Murda Mixtape) och släpptes under 2004. Albumet släpptes tillsammans med Jive Records, och trots att den tog sig till den amerikanska hitlistans fjärdeplats sålde den aldrig guld i USA.

## Låtlista
- Amerikaz Nightmare
- Win Or Lose
- Flood The Block
- Dump (med Nate Dogg)
- Got It Twisted
- When U Hear The
- Real Niggaz
- Shorty Wop
- Real Gangstaz (med Lil Jon)
- One Of Ours Part II (med Jadakiss)
- On The Run
- Throw Your Hands (In The Air)
- Get Me (med Littles & Big Noyd)
- We Up
- Neva Change
- Got It Twisted (Remix) (med Twista)